# Семенович, Николай Николаевич
Николай Николаевич Семенович (род. 1962) — советский и белорусский футболист, защитник, полузащитник.

## Биография
Играть начал в 1980—1982 годах в команде «Буревестник» Минск, выступавшей в чемпионате Белорусской ССР. В 1982—1983 годах играл во второй лиге за «Динамо» Брест — 40 игр, 1 гол. В 1984—1985 годах выступал за команду первой лиги «Искра» Смоленск, с которой дошёл до полуфинала Кубка СССР 1984/85. В 1986—1987 годах был в составе клуба второй лиги «Целинник» Целиноград, в 1989 году играл за «Уралец» Уральск (9 матчей) и «Машиностроитель» Пинск. Затем играл за мини-футбольные клубы из Минска «Пагоня» (1990) и «Менск» (1991). В 1991 году перешёл в клуб чемпионата БССР «Нива» (Самохваловичи), в составе которого завершил карьеру в следующем году во второй лиге (D2) чемпионата Белоруссии.